# Le Lonzac
Ne doit pas être confondu avec Lonzac (commune de Charente-Maritime).

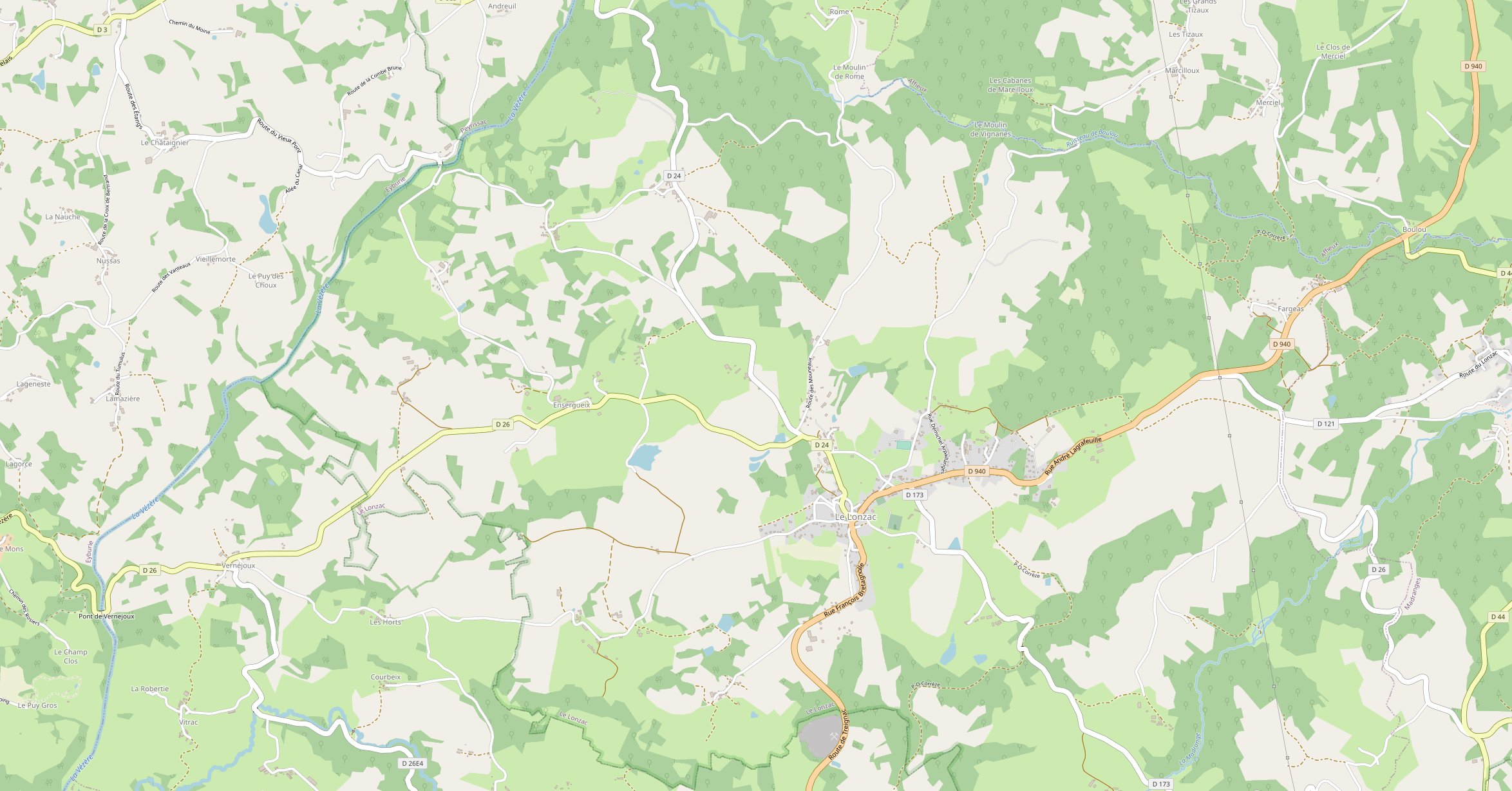
La commune du Lonzac compte 810 habitants (recensement 2020) répartis sur un territoire d'une superficie de 35,97 km² classé en zone de montagne. 247 mètres de dénivelés séparent le point le plus bas (pont du Verdier) au point le plus haut (Aiguepanade).

Le Lonzac (Olonzac en occitan) est une commune française du Massif central, au pied du massif des Monédières dans le département de la Corrèze en région Nouvelle-Aquitaine. La commune est située dans le parc naturel régional de Millevaches en Limousin. Ses habitants sont appelés Lonzacois et Lonzacoises.

## Géographie

### Localisation
Le Lonzac fait partie de la Communauté d'agglomération Tulle Agglo. Adossée au flanc du massif des Monédières, son altitude moyenne est de 461 mètres, le point culminant se situant à 568 mètres (au lieu-dit Aiguepanade) et le point le plus bas à 321 mètres (sur le pont du Verdier qui enjambe la Vézère). Elle fait partie des 124 communes du parc naturel régional de Millevaches réparties sur les départements de la Corrèze, la Haute-Vienne et la Creuse.

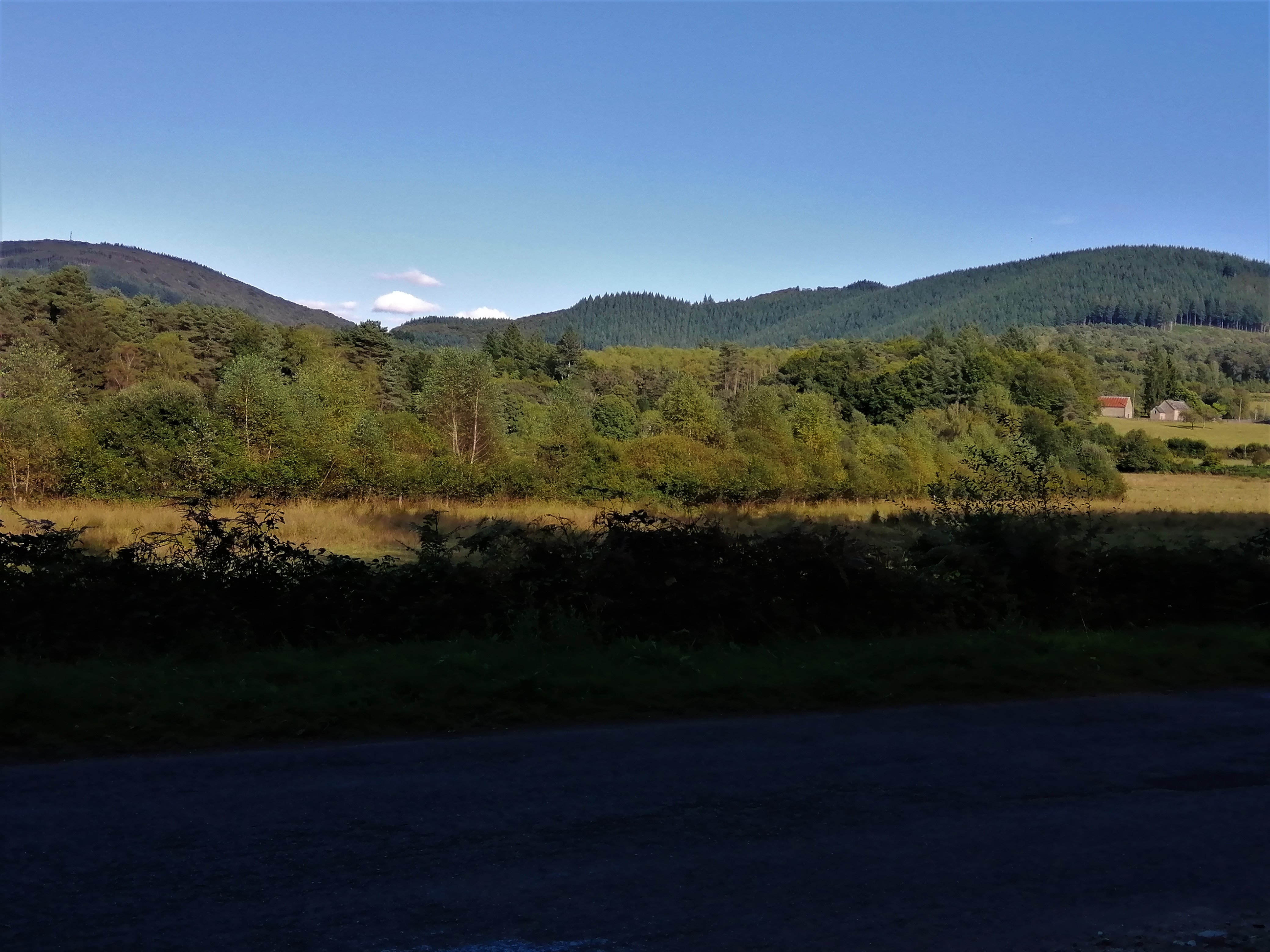
Panorama depuis le lieu-dit La Tronche, à la sortie du Lonzac. Vue sur le Puy de la Monédière et la partie septentrionale du Suc au May.

Le taux de maisons secondaires par rapport à l'ensemble des logements de la commune (24%), la classe au 9ème rang des villes du département où l'on compte le plus de maisons secondaires et augmente d'autant la population durant les mois d'été.

### Communes limitrophes
Les communes limitrophes sont  Affieux, Beaumont, Chamboulive, Eyburie, Madranges et Peyrissac.

### Voies routières
La sortie 20 de l'A89 se trouve à 18 km et la sortie 44 de l'A20 est à 19 km. La RD940, axe qui relie Figeac à Bourges, via Tulle et Guéret, traverse la commune. Au sud, Tulle et Brive-la-Gaillarde sont respectivement localisées à 26 km et 43 km. Au nord Limoges se trouve à 72 km. A l'ouest Périgueux est à 103 km. A l'est enfin, Clermont-Ferrand est distant de 139 km. L'accès au sommet du Suc au May se fait par le col du Bos.
La desserte de la commune est complétée par d'autres routes départementales, notamment la D26 en direction de l'ouest vers Uzerche via Eyburie et au sud en direction de Sarran via Saint-Augustin. La D173, toujours vers le sud, permet de rejoindre l'A89 via Saint-Salvadour. La D121 à l'est mène au massif des Monédières via Madranges. La D24 au nord file vers Chamberet via Peyrissac.

### Hydrographie

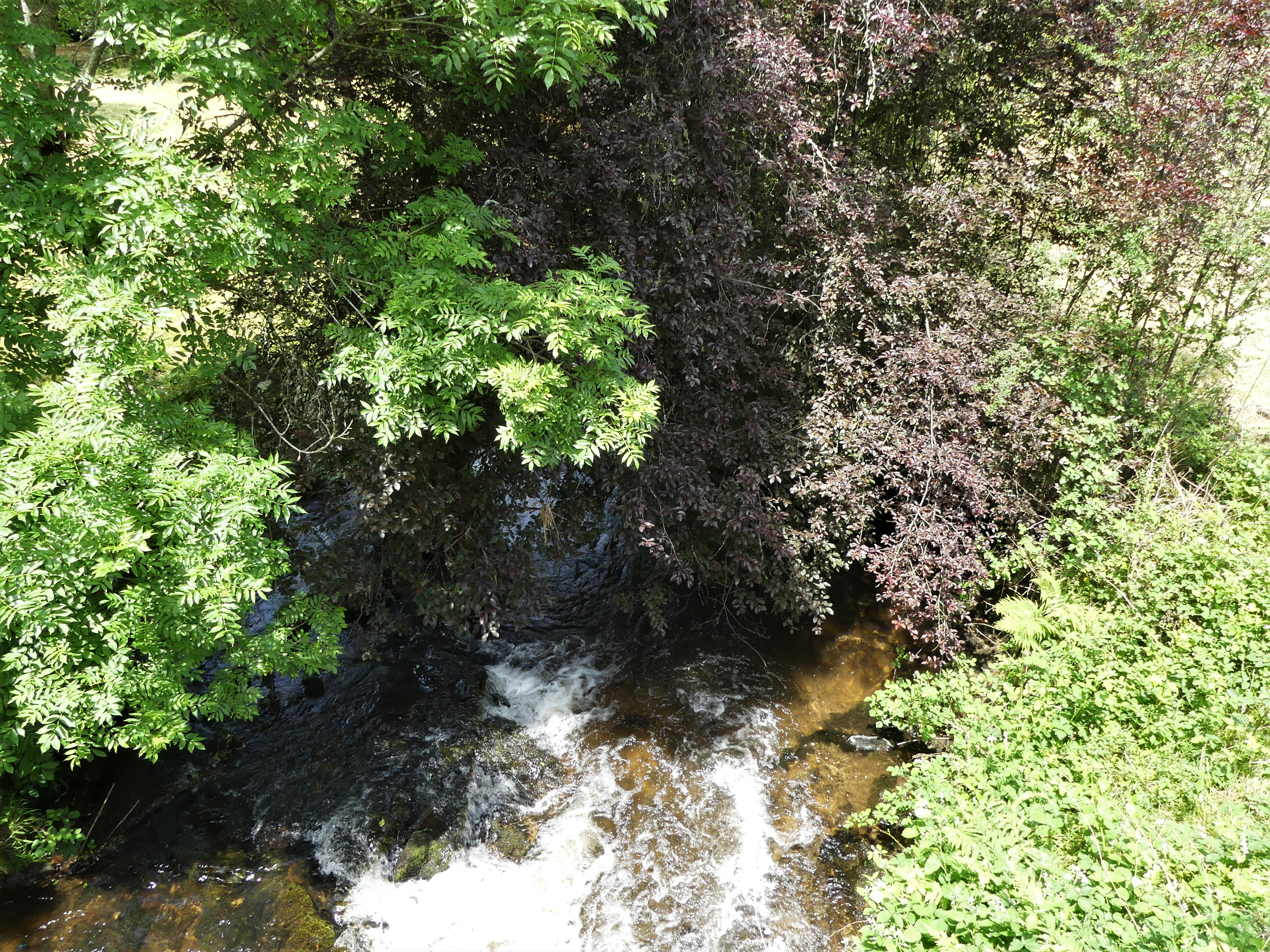
Ruisseau le Boulou au Lonzac.

La commune du Lonzac est arrosée par la Vézère et deux de ses affluents, le ruisseau de Boulou et la Madrange. L'étang de Gane-Torte sur la commune est un lieu de pêche et de pique-nique. À proximité se trouve le lac des Bariousses, labellisé « Pavillon bleu ».

### Toponymie
Le toponyme de la commune trouve son origine au Xe siècle. Une église dédiée à saint Martin est bâtie dans la « villa Olonziacus ». Elle deviendra plus tard « Olonzac » puis Le Lonzac. L'origine du nom viendrait d'Avellanica qui signifie le noisetier.

### Climat
Pour des articles plus généraux, voir Climat de la Nouvelle-Aquitaine et Climat de la Corrèze.
Historiquement, la commune est exposée à un climat montagnard.  
En 2020, Météo-France publie une typologie des climats de la France métropolitaine dans laquelle la commune est exposée à un climat de montagne et est dans la région climatique  Ouest et nord-ouest du Massif Central, caractérisée par une pluviométrie annuelle de 900 à 1 500 mm, maximale en automne et en hiver.
Pour la période 1971-2000, la température annuelle moyenne est de 10,7 °C, avec une amplitude thermique annuelle de 14,8 °C. Le cumul annuel moyen de précipitations est de 1 307 mm, avec 13,5 jours de précipitations en janvier et 8,1 jours en juillet. Pour la période 1991-2020, la température moyenne annuelle observée sur la station météorologique la plus proche, située sur la commune d'Uzerche à 14 km à vol d'oiseau, est de 12,1 °C et le cumul annuel moyen de précipitations est de 1 097,9 mm,. Pour l'avenir, les paramètres climatiques de la commune estimés pour 2050 selon différents scénarios d'émission de gaz à effet de serre sont consultables sur un site dédié publié par Météo-France en novembre 2022.

## Urbanisme

### Typologie
Au 1er janvier 2024, Le Lonzac est catégorisée commune rurale à habitat dispersé, selon la nouvelle grille communale de densité à 7 niveaux définie par l'Insee en 2022.
Elle est située hors unité urbaine et hors attraction des villes,.

### Occupation des sols
L'occupation des sols de la commune, telle qu'elle ressort de la base de données européenne d’occupation biophysique des sols Corine Land Cover (CLC), est marquée par l'importance des territoires agricoles (71,4 % en 2018), en augmentation par rapport à 1990 (70,6 %). La répartition détaillée en 2018 est la suivante : 
zones agricoles hétérogènes (46 %), forêts (26,5 %), prairies (25,4 %), zones urbanisées (1,5 %), milieux à végétation arbustive et/ou herbacée (0,6 %).
L'évolution de l’occupation des sols de la commune et de ses infrastructures peut être observée sur les différentes représentations cartographiques du territoire : la carte de Cassini (XVIIIe siècle), la carte d'état-major (1820-1866) et les cartes ou photos aériennes de l'IGN pour la période actuelle (1950 à aujourd'hui).

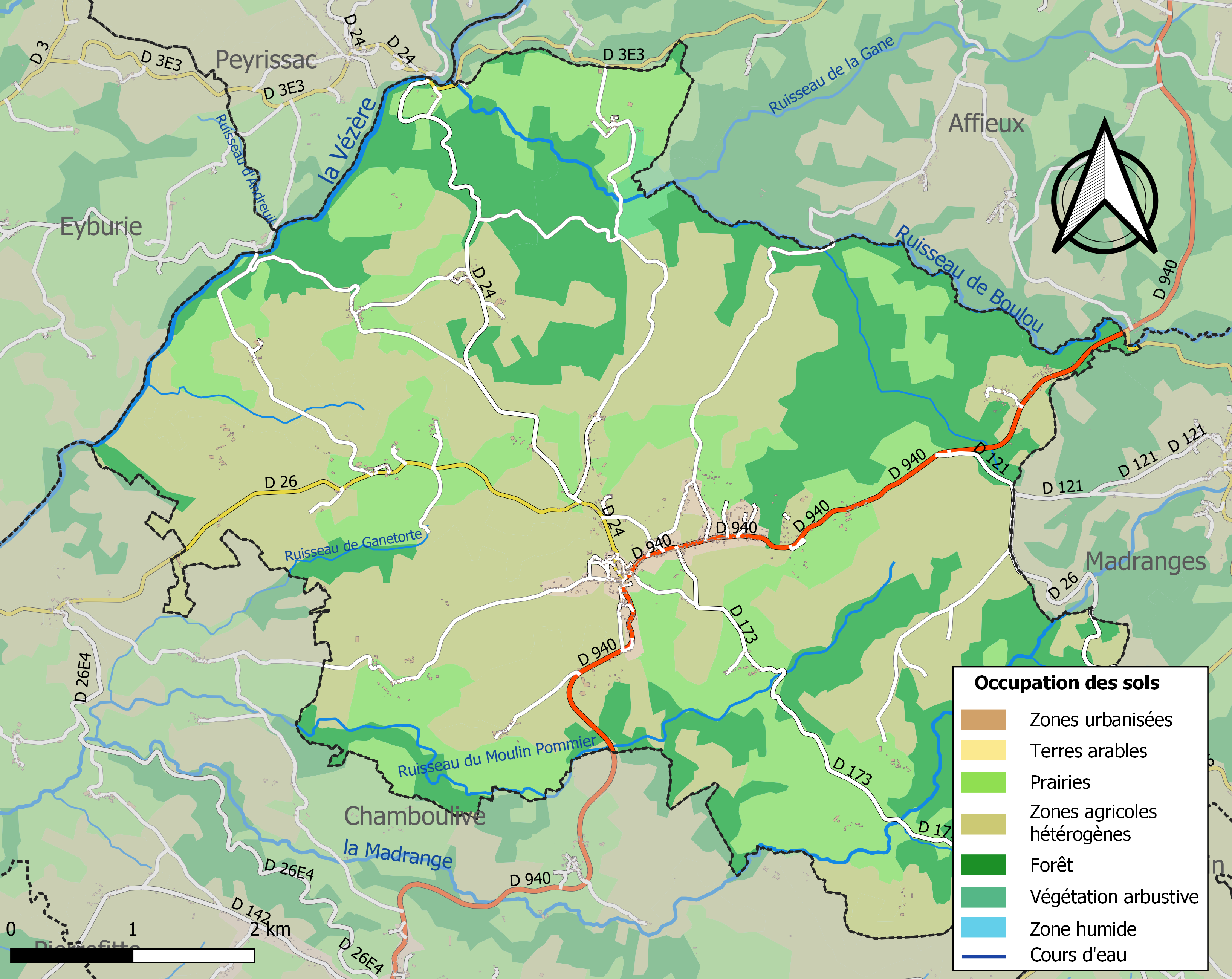
Carte des infrastructures et de l'occupation des sols de la commune en 2018 (CLC).

### Transport routier
- Réseau Réseau interurbain de la Corrèze

### Risques majeurs
Le territoire de la commune du Lonzac est vulnérable à différents aléas naturels : météorologiques (tempête, orage, neige, grand froid, canicule ou sécheresse), feux de forêts et séisme (sismicité très faible). Il est également exposé à un risque technologique, la rupture d'un barrage, et à un risque particulier : le risque de radon. Un site publié par le BRGM permet d'évaluer simplement et rapidement les risques d'un bien localisé soit par son adresse soit par le numéro de sa parcelle.

#### Risques naturels

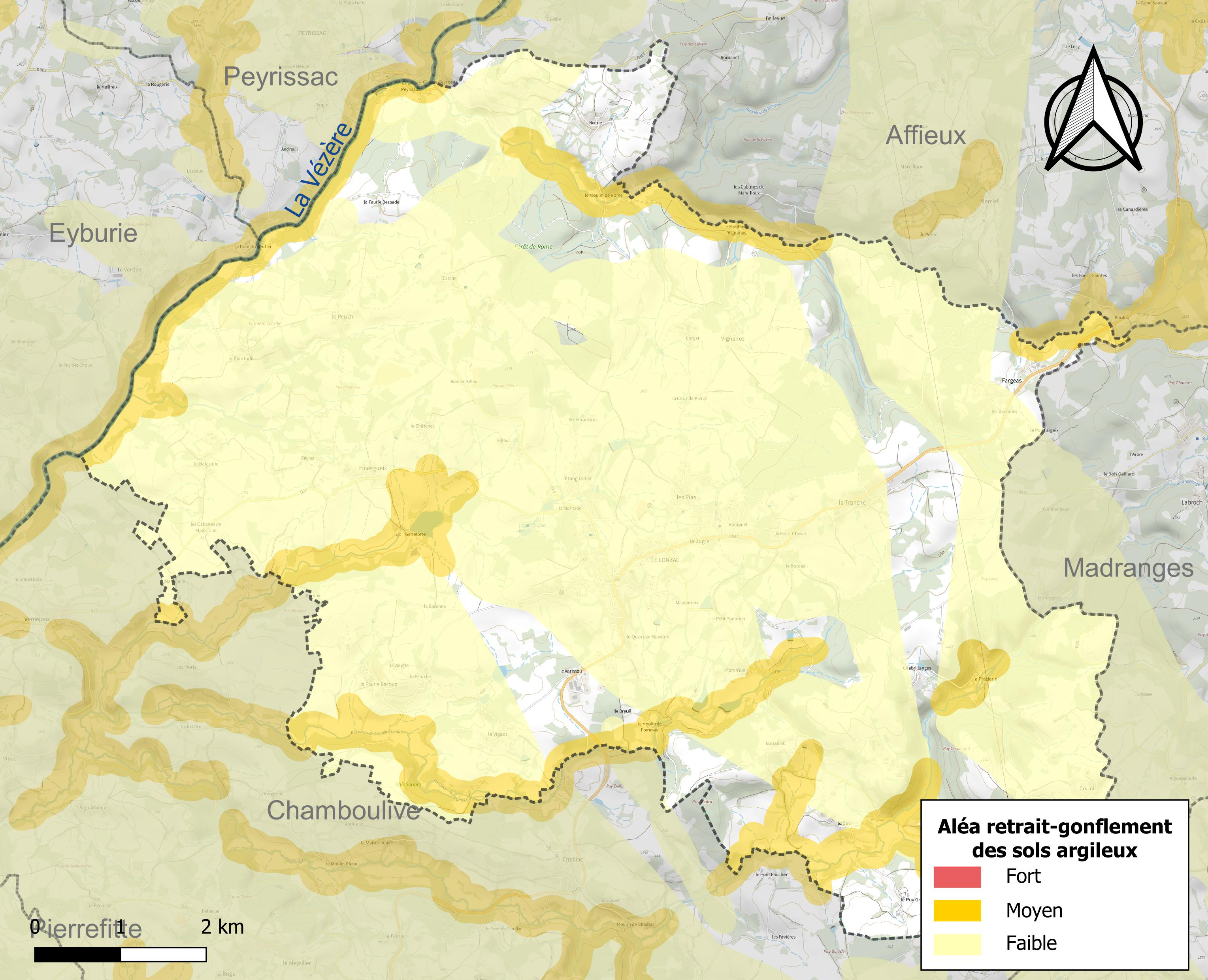
Carte des zones d'aléa retrait-gonflement des sols argileux du Lonzac.

Le retrait-gonflement des sols argileux est susceptible d'engendrer des dommages importants aux bâtiments en cas d’alternance de périodes de sécheresse et de pluie. 13,2 % de la superficie communale est en aléa moyen ou fort (26,8 % au niveau départemental et 48,5 % au niveau national). Sur les 660 bâtiments dénombrés sur la commune en 2019,  13 sont en aléa moyen ou fort, soit 2 %, à comparer aux 36 % au niveau départemental et 54 % au niveau national. Une cartographie de l'exposition du territoire national au retrait gonflement des sols argileux est disponible sur le site du BRGM,.
Concernant les feux de forêt, aucun plan de prévention des risques incendie de forêt (PPRIF) n’a été établi en Corrèze, néanmoins le code de l’urbanisme impose la prise en compte des risques dans les documents d’urbanisme. Le périmètre des servitudes d'utilité publique et des zones d'obligation légale de débroussaillement pour les particuliers est quant à lui défini pour la commune dans une carte dédiée. 
La commune a été reconnue en état de catastrophe naturelle au titre des dommages causés par les inondations et coulées de boue survenues en 1982 et 1999. Concernant les mouvements de terrains, la commune a été reconnue en état de catastrophe naturelle au titre des dommages causés par des mouvements de terrain en 1999.

#### Risques technologiques
La commune est en outre située en aval du barrage de Monceaux la Virolle, un ouvrage de classe A situé en Corrèze et disposant d'une retenue de 20,5 millions de mètres cubes. À ce titre elle est susceptible d’être touchée par l’onde de submersion consécutive à la rupture de cet ouvrage.

#### Risque particulier
Dans plusieurs parties du territoire national, le radon, accumulé dans certains logements ou autres locaux, peut constituer une source significative d’exposition de la population aux rayonnements ionisants. Certaines communes du département sont concernées par le risque radon à un niveau plus ou moins élevé. Selon la classification de 2018, la commune du Lonzac est classée en zone 3, à savoir zone à potentiel radon significatif. 

## Histoire
L'histoire de Le Lonzac et le commerce sont étroitement liés. À la fin du XIXe siècle et jusqu'au XXe siècle, les rues de la commune étaient souvent animées par des foires aux bestiaux. C'était l'époque où l'on comptait plus de 30 hôtels, bistrots et guinguettes. La ligne du PO-Corrèze (Paris - Orléans - Corrèze) fonctionnait encore et la gare accueillait les nombreux visiteurs. Aujourd'hui, cette tradition séculaire des foires se perpétue : foires aux bovins gras une fois par an, foire aux veaux de lait trois fois par an, et chaque deuxième lundi du mois un grand marché s'installe au centre du village.
« Le 3 avril 1944 vers 10 heures, une colonne blindée allemande traverse Le Lonzac. A 14 heures, six camions revenant de Treignac s’arrêtent sur le champ de foire et leurs occupants se dirigent vers le château de la Guéronnière. Le propriétaire, Lusigny De La Gueronnière, s’apprête à déjeuner en compagnie de sa sœur et de quatre responsables de maquis FTP : Paul Estève, dit « Raoul », Louis Faye dit « Azaïs », Pierre Mathevet dit « Maurice » et Bernard Ballin, dit « Professeur ». Apercevant les Allemands dans le parc, les maquisards tentent de s’enfuir dans des directions opposées. Paul Estève et Louis Faye parviennent à s’échapper ; Paul Mathevet et Bernard Ballin, blessés et refusant de parler, sont achevés par balles. Lusigny De La Gueronnière est sauvagement frappé et exécuté sur le champ, le domaine familial, y compris la ferme annexe, est entièrement incendié. Les Allemands regagnent Treignac, entraînant avec eux Madame Jean De La Gueronnière, Monsieur Miginiac, fermier du château, Jean Demichel, maire du Lonzac et Antoine Arpaillanges, secrétaire de mairie ».
En avril 1944, deux mois avant les massacres de Tulle, 18 habitants de Le Lonzac sont fusillés par les SS de la Division Brehmer lors de leurs exactions dans le département. Désormais, la commune est reconnue village martyr et honore les disparus sur son Chemin de la Mémoire.

## Politique et administration

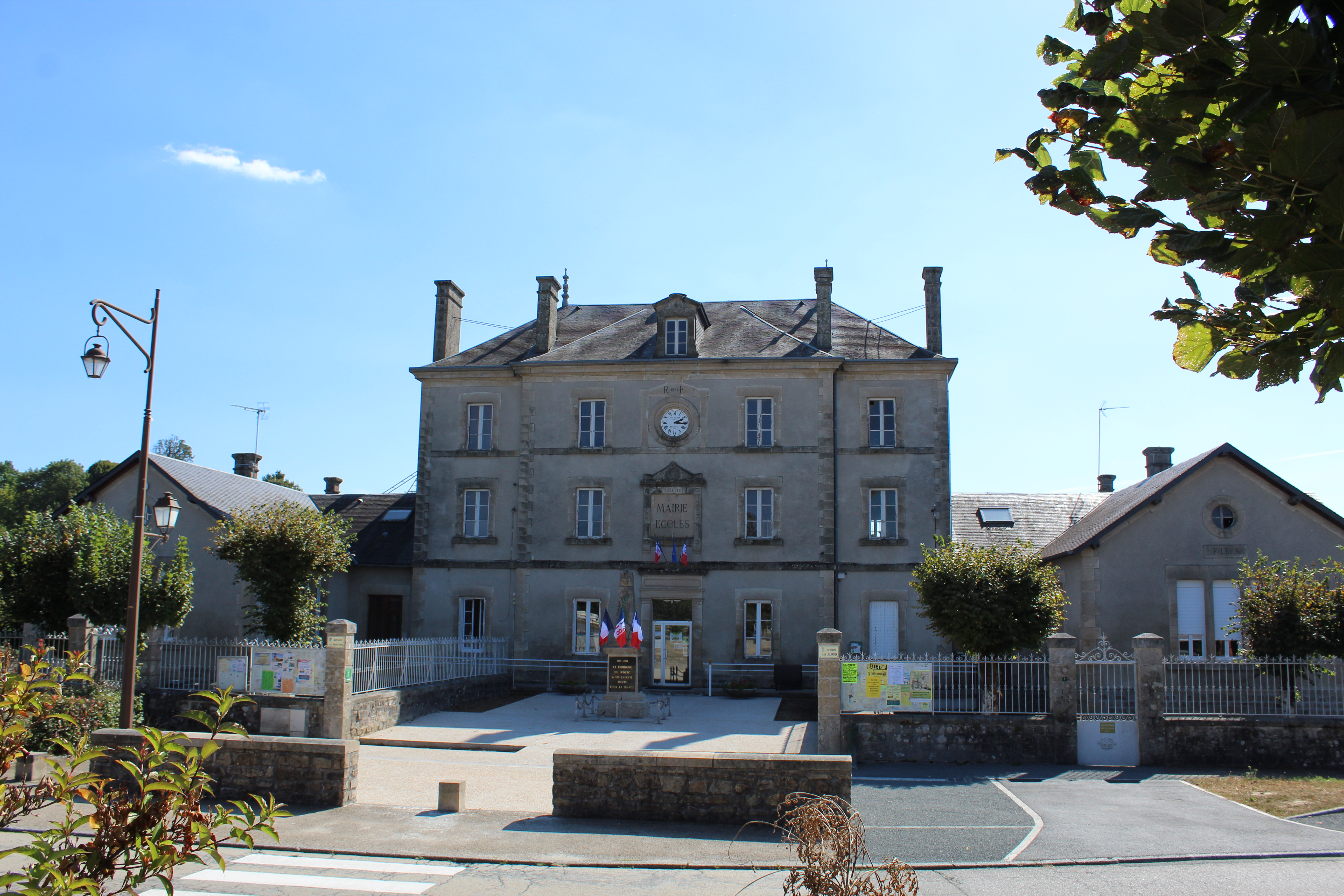
La mairie.

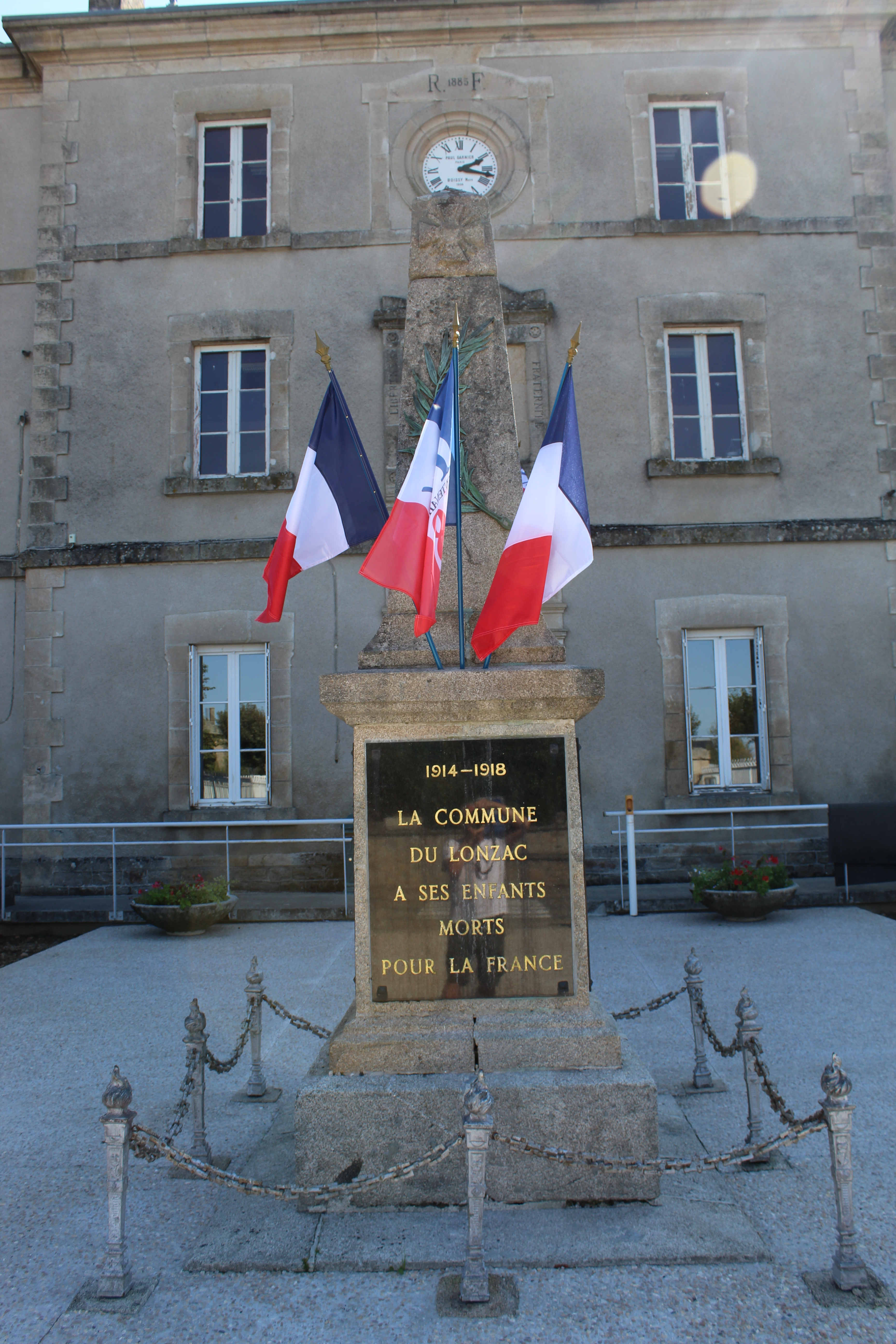
Le monument aux morts 1914-1918.

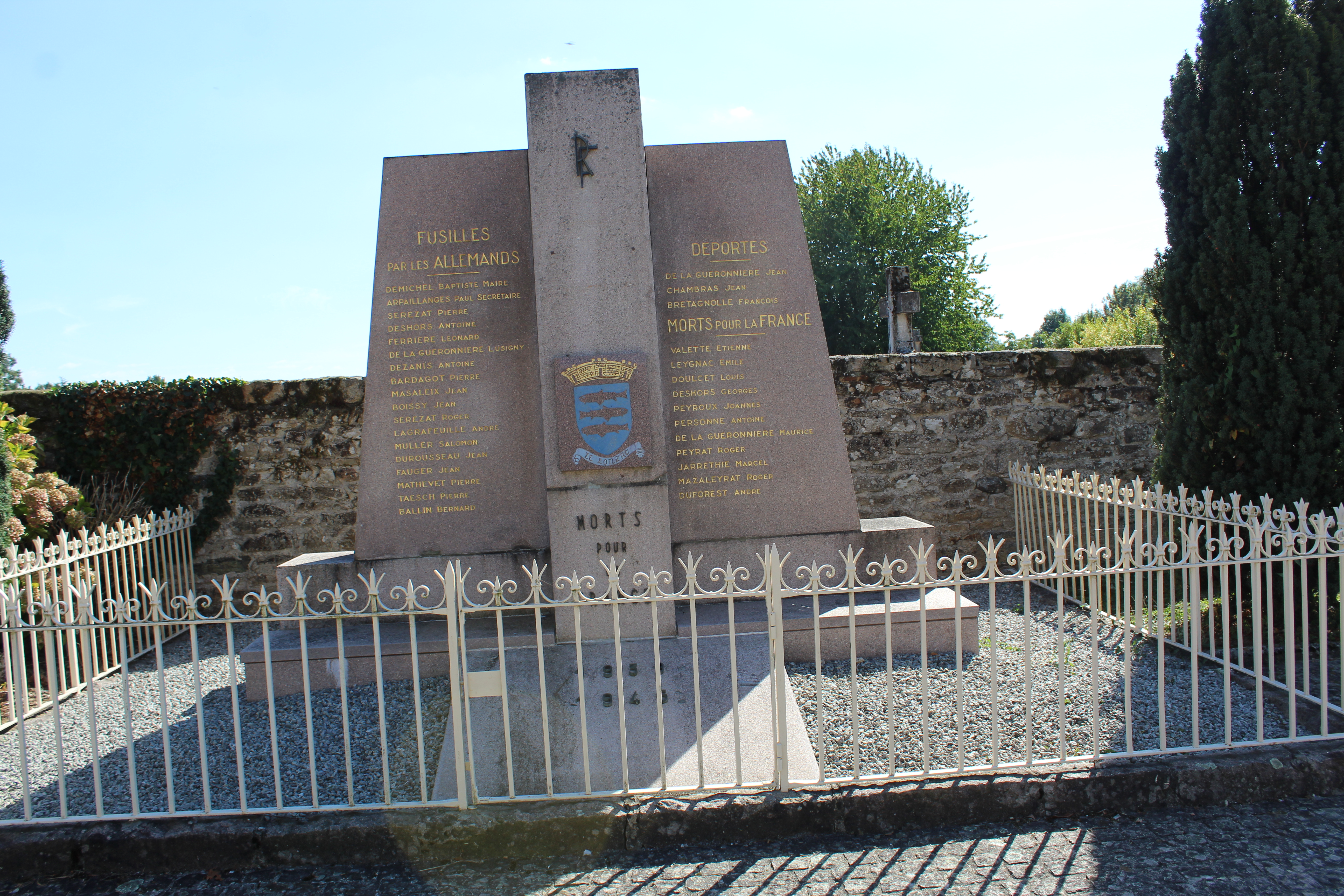
Le monument aux morts 1939-1945.

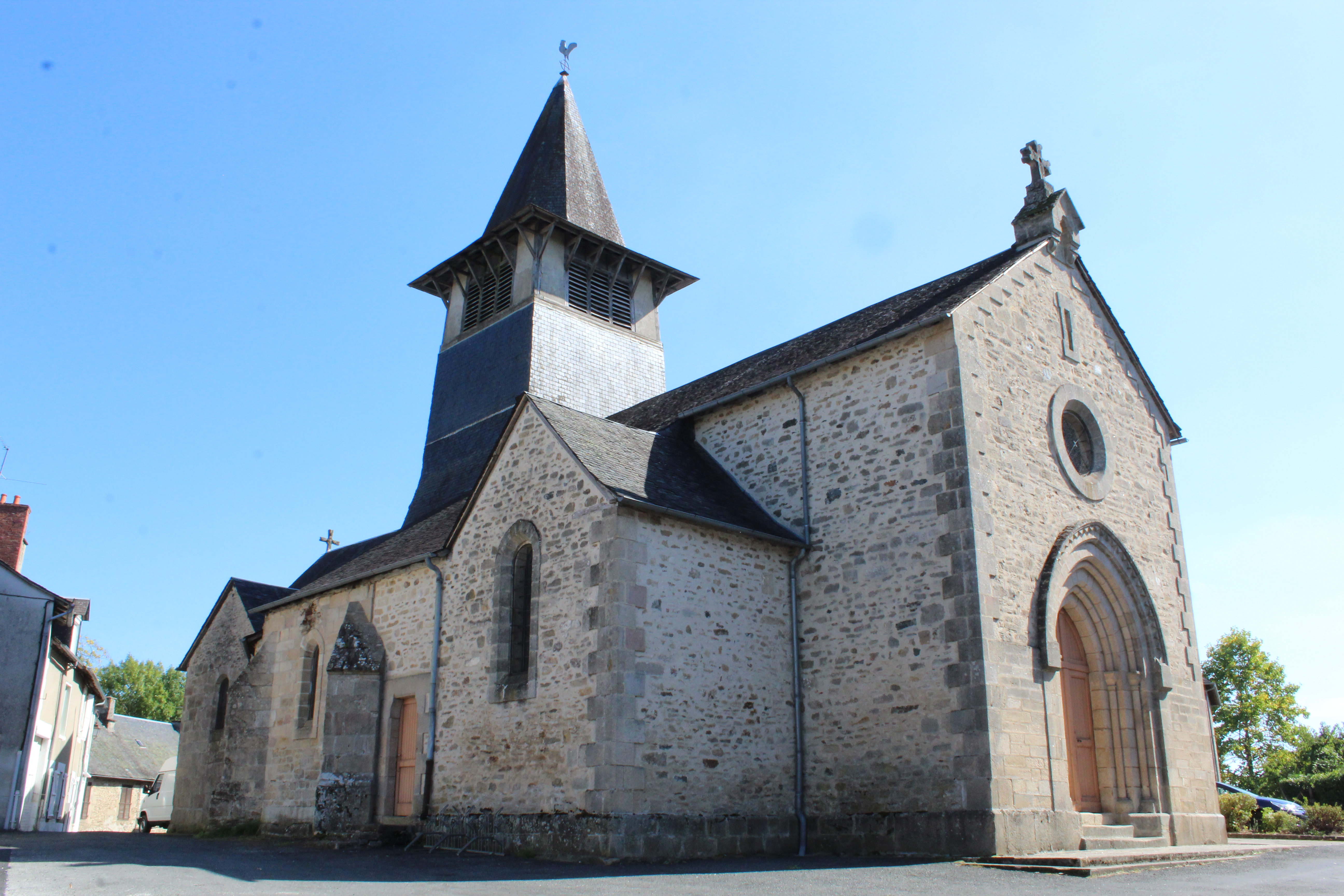
L'église.

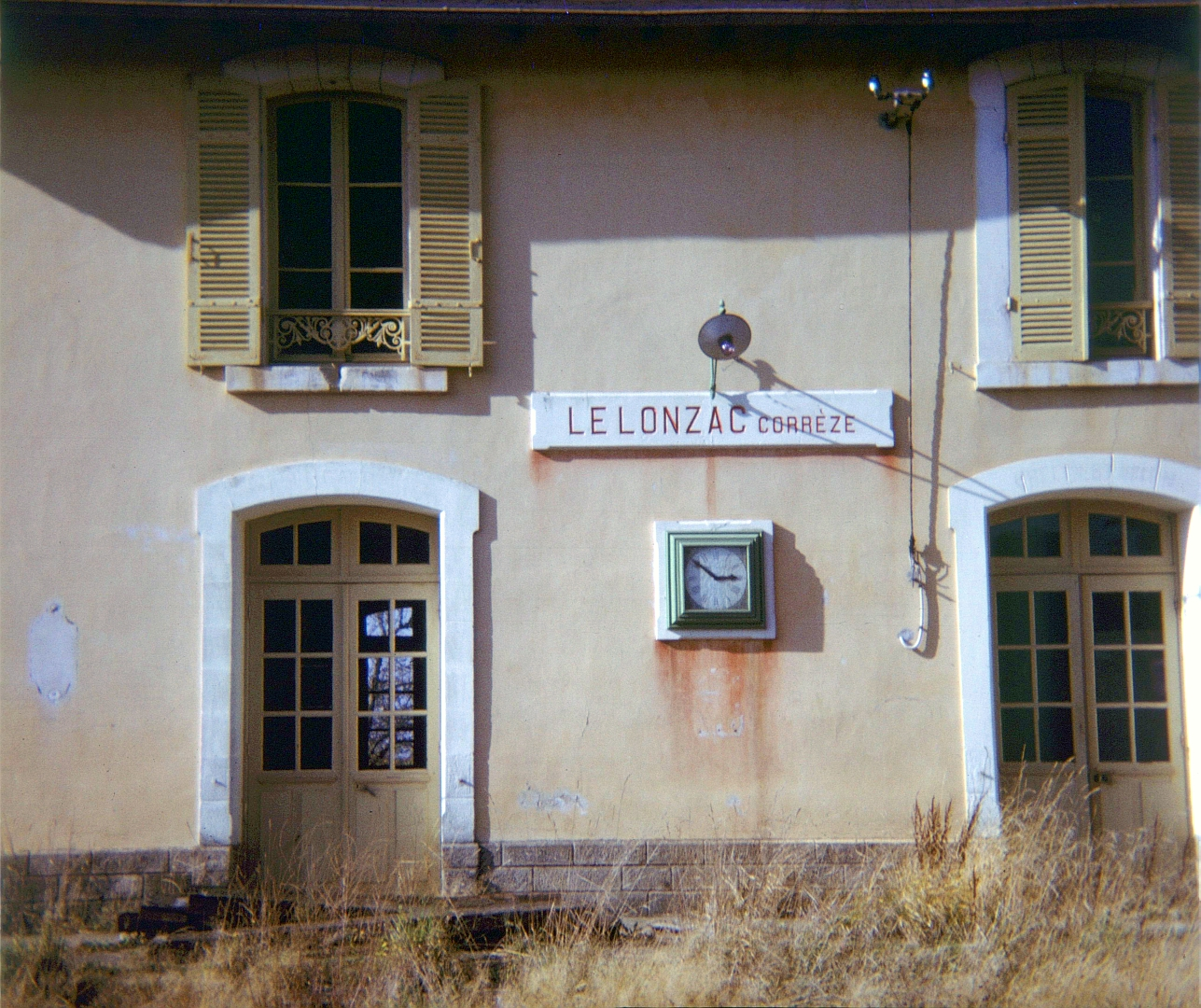
De 1904 à 1970, la commune du Lonzac fut desservie par le chemin de fer du PO-Corrèze.

| Période   | Période  | Identité                                    | Étiquette | Qualité                        |
| --------- | -------- | ------------------------------------------- | --------- | ------------------------------ |
| mars 1989 | 2001     | Daniel Chasseing                            | RPR       | Conseiller général (1979-2015) |
| mars 2001 | 2008     | Jean-Louis Dupuy                            |           |                                |
| mars 2008 | En cours | Henri Jammot Réélu pour le mandat 2020-2026 | DVG       | Retraité                       |

## Démographie
L'évolution du nombre d'habitants est connue à travers les recensements de la population effectués dans la commune depuis 1793. Pour les communes de moins de 10 000 habitants, une enquête de recensement portant sur toute la population est réalisée tous les cinq ans, les populations de référence des années intermédiaires étant quant à elles estimées par interpolation ou extrapolation. Pour la commune, le premier recensement exhaustif entrant dans le cadre du nouveau dispositif a été réalisé en 2004.

En 2022, la commune comptait 819 habitants, en évolution de +2,12 % par rapport à 2016 (Corrèze : −0,59 %, France hors Mayotte : +2,11 %).
| 1793  | 1800  | 1806  | 1821  | 1831  | 1836  | 1841  | 1846  | 1851  |
| ----- | ----- | ----- | ----- | ----- | ----- | ----- | ----- | ----- |
| 2 011 | 1 857 | 1 955 | 1 996 | 2 356 | 2 484 | 2 644 | 2 767 | 2 772 |

| 1856  | 1861  | 1866  | 1872  | 1876  | 1881  | 1886  | 1891  | 1896  |
| ----- | ----- | ----- | ----- | ----- | ----- | ----- | ----- | ----- |
| 2 790 | 2 703 | 2 414 | 2 460 | 2 514 | 2 595 | 2 684 | 2 769 | 2 749 |

| 1901  | 1906  | 1911  | 1921  | 1926  | 1931  | 1936  | 1946  | 1954  |
| ----- | ----- | ----- | ----- | ----- | ----- | ----- | ----- | ----- |
| 2 737 | 2 515 | 2 503 | 2 044 | 2 023 | 1 817 | 1 881 | 1 492 | 1 334 |

| 1962  | 1968  | 1975 | 1982 | 1990 | 1999 | 2004 | 2006 | 2009 |
| ----- | ----- | ---- | ---- | ---- | ---- | ---- | ---- | ---- |
| 1 185 | 1 084 | 992  | 929  | 855  | 772  | 835  | 825  | 782  |

| 2014 | 2019 | 2022 | - | - | - | - | - | - |
| ---- | ---- | ---- | - | - | - | - | - | - |
| 793  | 810  | 819  | - | - | - | - | - | - |

## Lieux et monuments
- Église Saint-Martin du Lonzac. Elle est inscrite à l'Inventaire général du patrimoine culturel[32]. Détruite au XIIIe siècle, l'église Saint-Martin, essentiellement romane, fut reconstruite au XVIe siècle. Le clocher date quant à lui du milieu du XVIIe siècle[33]. L'ancien presbytère a été transformé en médiathèque en 2018.[réf. souhaitée]
- Dans le périmètre de l'église, plusieurs maisons subsistent, datant de la Renaissance, dont certaines sont à pans de bois. Située plus à l'écart du village, la chapelle Notre-Dame du Châtenet est typique du style corrézien avec sa façade d'entrée en clocher mur-pignon.[réf. nécessaire]
- La gare du Lonzac était située sur la ligne Seilhac - Treignac du réseau PO-Corrèze. Ouverte en 1904 et fermée le 3 novembre 1969, la station et le bâtiment de voyageurs ont été conservés et sont devenus propriété de la commune. C'est la seule gare de l'antique ligne PO-Corrèze qui ait été conservée. Le tracé de l'ancienne voie autour du Lonzac a été aménagé pour devenir un chemin de randonnée qu'on emprunte à pied ou à vélo[34].
- Le pont de la Garenne enjambe la Vézère et relie Le Lonzac à Peyrissac. C'est ici le point de départ du parcours de canoë-kayak « Sports nature » qui chemine sur la Vézère sous le pont du Verdier, le pont de Vernéjoux, et file jusqu'au cœur de la ville d'Uzerche[35].
- Le château de Boissy, construit au XVIIe siècle, se situe non loin de la cascade du même nom sur la Madrange, aussi appelé Gour du Sault.
- Des points de vue sur les puys du massif des Monédières se détachent du plateau corrézien en direction de l'est[36].

## Personnalités liées à la commune
- Barthélemy Profit (1867 - 1946), pédagogue, y est né[37] ;
- Gabriel Boissy (1879-1949), journaliste à l'Intransigeant, resté célèbre pour son idée de la flamme sur la tombe du Soldat inconnu, y est né ;
- Jacques Delors (1925-2023), en est originaire par sa famille paternelle (hameau de la Balaudie). Il fréquente régulièrement le village jusqu'aux années 2010, principalement l'été. Sa fille, Martine Aubry, maire de Lille depuis 2001 et ancienne première secrétaire du Parti Socialiste, venait également au Lonzac[38] ;
- Luc Rabat, directeur technique national adjoint, à la Fédération française de football (FFF).

## Héraldique
| Blason de Lonzac (Le) | Blason  | D'azur à trois poissons d'argent nageant contre-nageant l'un sur l'autre. |
| Blason de Lonzac (Le) | Détails | Le statut officiel du blason reste à déterminer.                          |

## Vie pratique

### Culture
- Association Art à tous les étages organise une exposition d'art contemporain dans les rues du Lonzac.
- Association théâtrale d'amateurs, La clef des champs,
- Galerie d'art éphémère l'Épicerie, espace de rencontres culturelles qui expose peintres, plasticiens, céramistes, sculpteurs...

### Activités sportives
Le canoë-kayak sur la Vézère ainsi que la randonnée, le parapente et le Vélo tout terrain de descente depuis les sommets des Monédières sont pratiqués.